# Atos 26
Atos 26 é o vigésimo-sexto capítulo dos Atos dos Apóstolos, de autoria de Lucas, o Evangelista, no Novo Testamento da Bíblia. Assim como o capítulo anterior, trata do período em que Paulo esteve preso em Cesareia.

## Manuscritos
Atos 26 foi originalmente escrito em grego Koiné e dividido em 32 versículos. Alguns dos manuscritos que contém este capítulo ou trechos dele são:
- Papiro 29 (século III; versículos 7-8 e 20)
- Codex Vaticanus (325–350)
- Codex Sinaiticus (330–360)
- Codex Bezae (c. 400)
- Codex Alexandrinus (ca. 400–440)
- Codex Ephraemi Rescriptus (ca. 450; versículos 1 a 18)
- Codex Laudianus (ca. 550; versículo 1 a 28)

## Estrutura
A Tradução Brasileira da Bíblia organiza este capítulo da seguinte maneira:
- Atos 26:1-23 - Paulo perante o rei Agripa
- Atos 26:24-29 - Paulo é interrompido por Festo
- Atos 26:30-32 - Paulo teria sido solto, se não tivesse apelado para César

## Temas principais

### Discurso de Paulo a Agripa

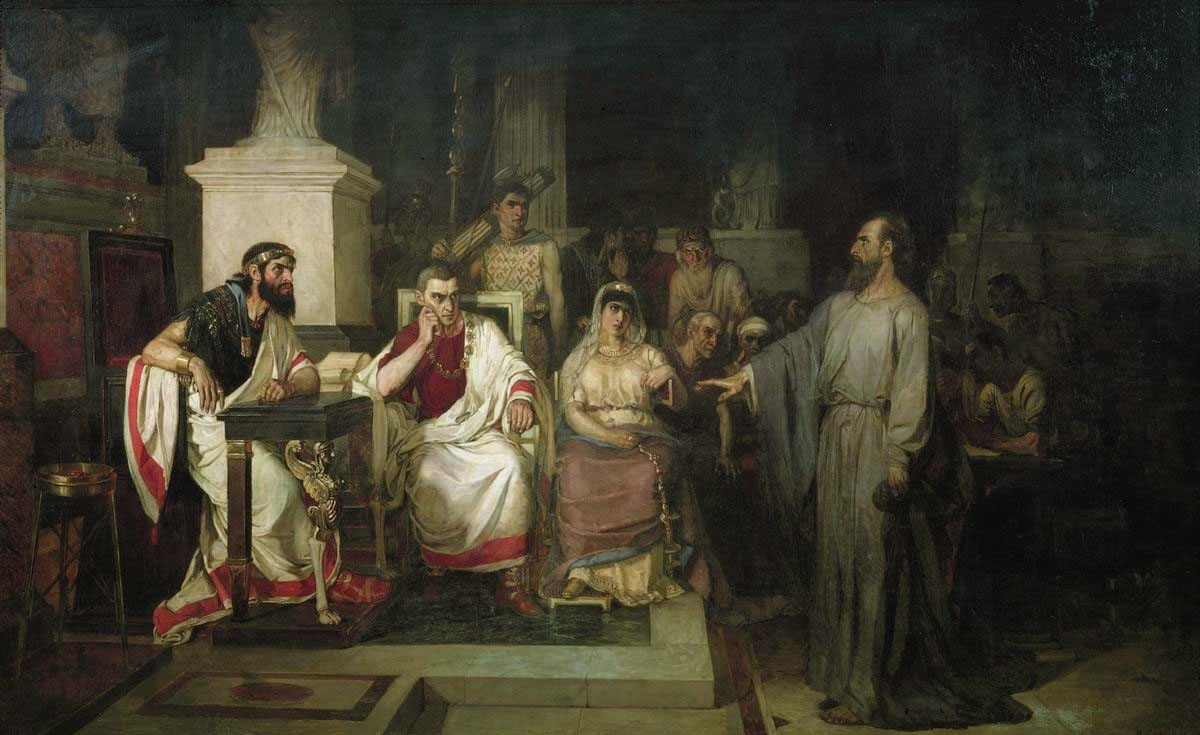
Paulo perante Herodes Agripa II, o tema central de Atos 26.
1875. Por Vasily Surikov.

Paulo se mostra contente de poder se defender perante Agripa II e fala de suas origens: judeu e fariseu, "a seita mais severa da nossa religião", e pergunta: «Por que é que se julga entre vós coisa incrível ressuscitar Deus aos mortos?» (Atos 26:8) Antes de falar de sua conversão, conta que era um dos perseguidores dos cristãos. Fala então dos eventos na estrada para Damasco, de sua cegueira e das ordens que recebeu numa visão:
| “ | «Por isso, ó rei Agripa, não fui desobediente à visão celestial, mas anunciei primeiramente não só aos de Damasco e em Jerusalém e por toda a terra da Judeia, como também aos gentios, que se arrependessem e se convertessem a Deus, praticando obras dignas de seu arrependimento.» (Atos 26:19–20) | ” |

Segundo ele, é por isso que estava preso. 

### Veredicto de Festo e Agripa
Festo, irritado, disse: «Estás louco, Paulo; as muitas letras tiram-te o juízo?!» (Atos 26:24) Reafirmando sua franqueza e honestidade, Paulo então pergunta a opinião de Agripa, que, depois de afirmar que «Com pouco me persuades a fazer-me cristão» (Atos 26:28), defende a inocência de Paulo, mas lamenta que ele poderia ser solto se não tivesse apelado a César (Atos 26:24–32).